# Pietro Metastasio
Pietro Antonio Domenico Bonaventura Trapassi, írói nevén Pietro Metastasio (Róma, 1698. január 3. – Bécs, 1782. április 12.) olasz költő.

## Élete
Kiváló költői képességeivel már mint gyermek magára vonta a híres Giovanni Vincenzo Gravina jogtudós figyelmét, aki pártfogásába vette, és neveltette (ő görögösítette nevét is) és halála után egész vagyonát reá hagyta. Ezt azonban Metastasio hamar eltékozolta, és 1720-ban Nápolyba ment, ahol egy ügyvédnél dolgozott. Első operaszövege Gli orti esperidi nagy sikert aratott, és a már ekkor híres énekesnő, Marianna Bulgarini arra buzdította, hogy számára több librettót írjon. Didone abbandonatáját Giuseppe Sarti megzenésítette, s a darabot 1724-ben páratlan tetszéssel adták elő Nápolyban és csakhamar egész Itáliában, sőt Bécsben is. Nicola Porpora zenei ismeretekre oktatta, és kapcsolatba került olyan neves zeneszerzőkkel, mint Johann Adolph Hasse, Giovanni Battista Pergolesi, Alessandro Scarlatti, Vinci, Leonardo Leo, Francesco Durante és Benedetto Marcello. E sikerei után VI. Károly császár Bécsbe hívta és udvari költővé nevezte ki Metastasiót, akit Mária Terézia is különösen kedvelt. Művei több mint 100 kiadást értek meg; leveleit Giosuè Carducci (Bologna, 1883) és Antona-Traversi (Róma, 1886) adta ki.

## Emlékezete
A bécsi Mihály-templomban (Luccardi mintázta, 1855) és Rómában (mintázta Gallori, 1886) szobrot állítottak emlékének.

## Művei
Melodrámák
- Didone abbandonata (1724)
- Siroe rè di Persia (1726)
- Catone in Utica (1728)
- Ezio (1728)
- Alessandro nell'Indie (1729)
- Semiramide riconosciuta (1729)
- Artaserse (1730)
- Demetrio (1731)
- Adriano in Siria (1732)
- Issipile (1732)
- Demofoonte (1733)
- L'Olimpiade (1733)
- La clemenza di Tito (1734)
- Achille in Sciro (1736)
- Ciro riconosciuto (1736)
- Temistocle (1736)
- Zenobia (1740)
- Antigono (1743)
- Ipermestra (1744)
- Attilio Regolo (1750)
- Il re pastore (1751)
- L'eroe cinese (1752)
- Nitteti (1756)
- Il trionfo di Clelia (1762)
- Romolo ed Ersilia (1765)
- Ruggiero (1771)

Kisebb színpadi művek
- Giustino (1712)
- Angelica (1720)
- Endimione (1721)
- Gli orti esperdi (1721)
- La Galatea (1722)
- L'impresario delle Canarie (1724)
- La contesa de' numi (1729)
- Il tempio dell'Eternità (1731)
- Amor prigioniero (1732)
- L'asilo d'Amore (1732)
- Il palladio conservato (1735)
- Il sogno di Scipione (1735)
- Le cinesi (1735)
- Le grazie vendicate (1735)

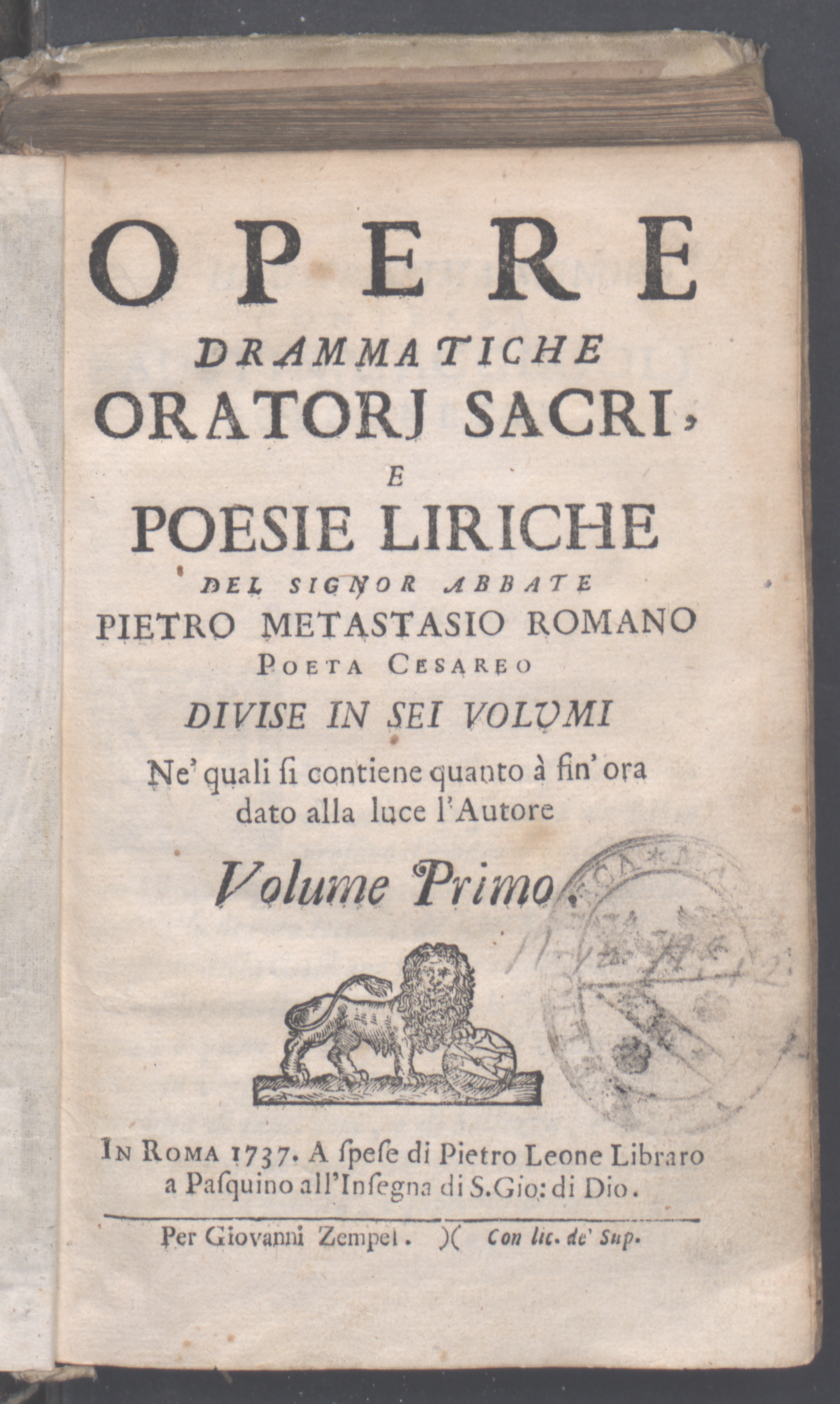
Opere, 1737

- Il Parnaso accusato e difeso (1738)
- La pace fra la virtù e la bellezza (1738)
- Astrea placata (1739)
- Il natale di Giove (1740)
- Il vero omaggio (1743)
- Augurio di felicità (1749)
- La rispettosa tenerezza (1750)
- L'isola disabitata (1753)
- Tributo di rispetto e d'amore (1754)
- La gara (1755)
- Il sogno (1756)
- La ritrosia disarmata (1759)
- Alcide al bivio (1760)
- L'Atenaide (Gli affetti generosi) (1762)
- Egeria (1764)
- Il Parnaso confuso (1765)
- Il trionfo d'Amore (1765)
- La corona (1765)
- La pace fra le tre dee (1765)
- Partenope (1767)
- L'ape (n.d.)

Oratóriumok
- Per la festività del santo natale (1727)
- La passione di Gesù Cristo (1730)
- Sant'Elena al Calvario (1731)
- La morte d'Abel (1732)
- Giuseppe riconosciuto (1733)
- La Betulia Liberata (1734) (Wolfgang Amadeus Mozart megzenesíti 1771-ben – K 118)
- Gioas re di Giuda (1735)
- Isacco figura del Redentore (1740)

Kantaták
- Il ciclope
- La danza
- Il quadro animato
- Amor timido
- Il consiglio
- Il nido degli amor
- Il nome
- Il primo amore
- Il ritorno
- Il sogno
- Il tabacco
- Il trionfo della gloria
- Irene
- La cacciatrice
- La cioccolata
- La gelosia
- La Pesca
- La primavera
- L'Armonica
- La scusa
- La tempesta
- L'Aurora
- L'estate
- L'inciampo
- L'inverno
- Pel giorno natalizio di Francesco I
- Pel giorno natalizio di Maria Teresa
- Pel nome glorioso di Mari Teresia
- Primo omaggio del canto
- Egyéb kantáták

Canzonetták
- A Nice
- Canzonetta
- La libertà
- La partenza
- La primavera
- L'estate
- Palinodia

Egyéb művek
- 9 complimento
- 33 strofe per musica
- 32 szonett
- 4 poema sacra
- Számos ária szöveg

## Magyarul megjelent művei
- Metasztazius: Titus kegyelmessége; in: Salamon / Ptolemaeus és Titus. Három szomorú játék, kettejét szerzette, harmadikat Metasztaziusból fordította Illei János; Akadémiai Ny., Kassa, 1767
- Mauritius tsászár. Szomorú játék; ford. Kereskényi Ádám; Akadémiai Kollégium Ny., Kassa, 1767
- Cyrus. Szomorú játék; ford. Kereskényi Ádám; A' Jesus Társasága Akademiai Kollegiuma, Kassa, 1767
- Isaak a' Meg-váltónak képe: szomoru játék, mellyet a' püspöki musika jádzott; Heller Ny., Nagyvárad, 1769
- Alcides a' válasz-úton; ford. Berzeviczky Pál; Patzkó Ny., Pest, 1793
- Metastasius-nak egynehány játék darabjai; ford. Döme Károly; Weinmüller Klára Ny., Komárom, 1802
- Metasztázió Péterː A' pásztor király. Énekes pásztorjáték; ford. Csokonai Vitéz Mihály; Gotlib Ny., Nagyvárad, 1806
- Metasztázió Péterː Galatéa; ford. Csokonai Vitéz Mihály; Gotlib Ny., Nagyvárad, 1806
- Ismét egykét játék Metastásióból; ford. Döme Károly; Wéber, Pozsony, 1815